# Pied-de-mouton
Hydnum repandum
Pour le compacteur, voir Rouleau compresseur.
Espèce
Hydnum repandum, le Pied-de-mouton, encore appelé Hydne sinué, est une espèce de champignons basidiomycètes comestibles de la famille des Hydnaceae.

## Taxonomie
Le nom de genre est tiré du grec ûdnon, « tubercule » (désignant originellement la truffe) en référence à l'aspect bosselé du chapeau. L'épithète spécifique repandum, « retroussé », est une allusion à la forme de la marge du chapeau.

### Nom binomial accepté
Hydnum repandum L. 1753 

### Synonymes
- Dentinum repandum (L.) Gray 1821
- Dentinum rufescens (Schaeff.) Gray 1821
- Fungus erinaceus Vaill. 1723
- Hydnum album Pers. 1818
- Hydnum aurantium Raf. 1813
- Hydnum bicolor Raddi 1807
- Hydnum bulbosum Raddi 1807
- Hydnum clandestinum Batsch 1783
- Hydnum diffractum Berk. 1847
- Hydnum flavidum Schaeff. 1774
- Hydnum imbricatum
- Hydnum medium Pers. 1800
- Hydnum pallidum Raddi 1807
- Hydnum repandum repandum L. 1753
- Hydnum rufescens
- Hydnum rufescens Schaeff. 1774
- Hydnum washingtonianum Ellis & Everh. 1894
- Hypothele repanda (L.) Paulet 1812
- Sarcodon abietinus R. Heim 1943
- Sarcodon repandus (L.) Quél. 1886
- Tyrodon repandus (L.) P. Karst. 1881

### Noms vernaculaires
Il porte de nombreux noms vernaculaires plus ou moins pittoresques, locaux, ambigus ou patoisants, en référence aux aiguillons portés par son hyménium : « langue-de-chat », « barbe-de-vache », « barbe-de-chèvre », « érinace », « chevrette », « chevrotine », « farinet », « mouton », « oursin »,  « prignoche », broquichou dans le Béarn, barbissou en Dordogne. Il est appelé Stoppelpilz (littéralement « champignon de chaume ») en francique lorrain et en alsacien.

## Description du sporophore
Le chapeau du sporophore, set et mat, est charnu et dissymétrique, légèrement bosselé, et mesure 3 à 10 cm de diamètre, 15 au maximum. Sa cuticule mate est plus ou moins feutrée, de couleur blanchâtre, beige pâle à brun ochracé et parfois même ochracé ou abricot, à marge longtemps enroulée puis sinuée et lobée. L'hyménium est tapissé d'aiguillons de 3 à 6 mm (rudimentaires au début, ils peuvent atteindre 1 cm blanchâtres à crème (le plus souvent plus pâles ou de la même couleur que le chapeau), très serrés, légèrement décurrents, fragiles et facilement détachables. La sporée est crème. Le pied est excentré, 3 à 8 cm de haut sur 1 à 3 cm de large, plutôt robuste, avec une forme irrégulière variable mais généralement trapu, de la même couleur que les aiguillons, roussissant par endroits. La chair est ferme mais cassante, blanche mais virant à l'orange, presque toujours saine. Son odeur fruitée et sa saveur sont agréables et douces à amarescentes, légèrement astringentes ou légèrement poivrées, rappelant la girolle. Elle développe une certaine amertume chez des sujets plus âgés.

## Écologie

### Habitat
Mycorhiziens, ils poussent parfois de manière isolée mais le plus souvent en groupes (souvent alignés formant des veines qui suivent les racines sous-jacentes, ou en cercle formant de faux ronds de sorcières qui se développent parallèlement à la croissance centrifuge des radicelles),, d'août à novembre, voire décembre, en sous-bois humides de feuillus ou conifères (le plus souvent du hêtre et de l'épicéa), sur sol calcaire non acide. La récolte ne commence souvent qu’en octobre, le champignon étant caché sous la litière avant cette date.

### Fructification
La fructification débute généralement dès la fin de l'été (localement dès le mois de mai). Elle devient surtout plus fréquente quand le temps se refroidit en automne et, grâce à la consistance ferme et épaisse de sa chair, jusqu'en hiver en l’absence de gel ou de neige.

## Comestibilité
Le pied-de-mouton est reconnu bon comestible. On apprécie sa chair croquante, quoique parfois amère chez les sujets âgés. Il est donc préférable de consommer les sujets jeunes ou d'ôter — en grattant avec le pouce ou une petite cuillère — les aiguillons pour supprimer l'âpreté tout de même raisonnable des sujets âgés. Dans ce cas, il est conseillé de jeter l'eau rendue par le champignon en début de cuisson.
Comme la girolle, ce champignon nécessite une cuisson lente et prolongée. Il a l'avantage de peu réduire à la cuisson. Les plus petits peuvent être mis en vinaigre et utilisés comme condiments. L'espèce a une forte capacité de bioaccumulation du césium 137, aussi est-il recommandé de la consommer en quantité modérée.

## Espèce proche

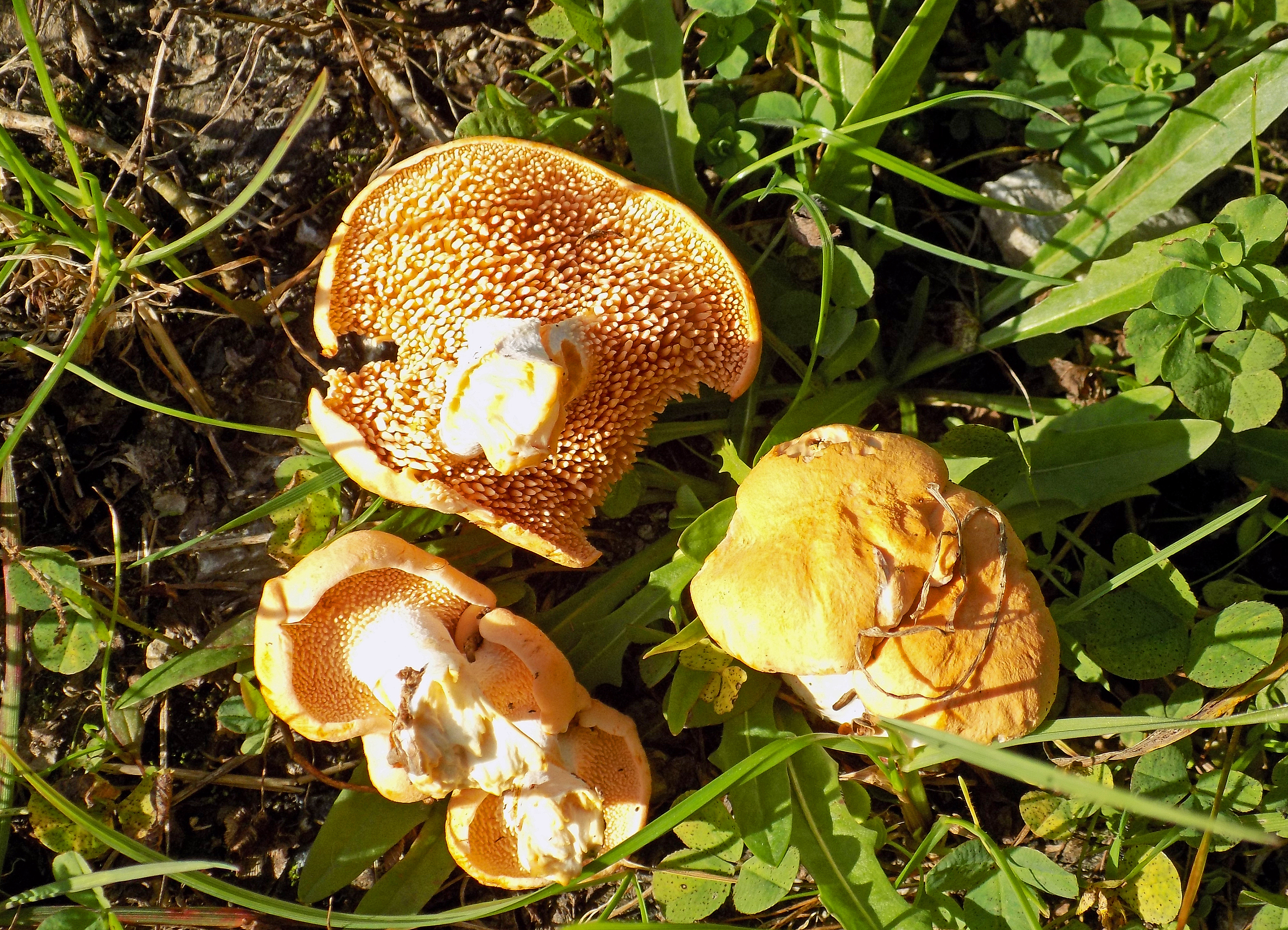
Hydnum rufescens, forêt de Longeville-lès-Saint-Avold.

Hydnum rufescens, l'hydne roussissant, également comestible, tantôt considéré comme une variété, tantôt comme une espèce à part entière, présente les différences suivantes :
- Il est de couleur roussâtre, de forme moins irrégulière, plus circulaire ;
- Il est plus petit, plus grêle, moins charnu ;
- Son pied est plus centré et les aiguillons ne sont jamais décurrents ;
- Il croît essentiellement sous les pins, les sapins et dans les bois de hêtres.

## Confusions possibles
Du fait de la présence d'aiguillons, le pied-de-mouton est très reconnaissable. Il peut se confondre avec l'hydne rougissant, plus difficilement avec plusieurs genres de la famille des Bankeraceae qui ont aussi des aiguillons : Phellodon (en) et Hydnellum à la chair très coriace immangeable, Bankera à la chair également coriace qui dégage une forte odeur épicée en séchant, sarcodons (au chapeau brun couvert de grosses écailles dressées) consommés dans certaines régions mais à la chair à consistance de liège.

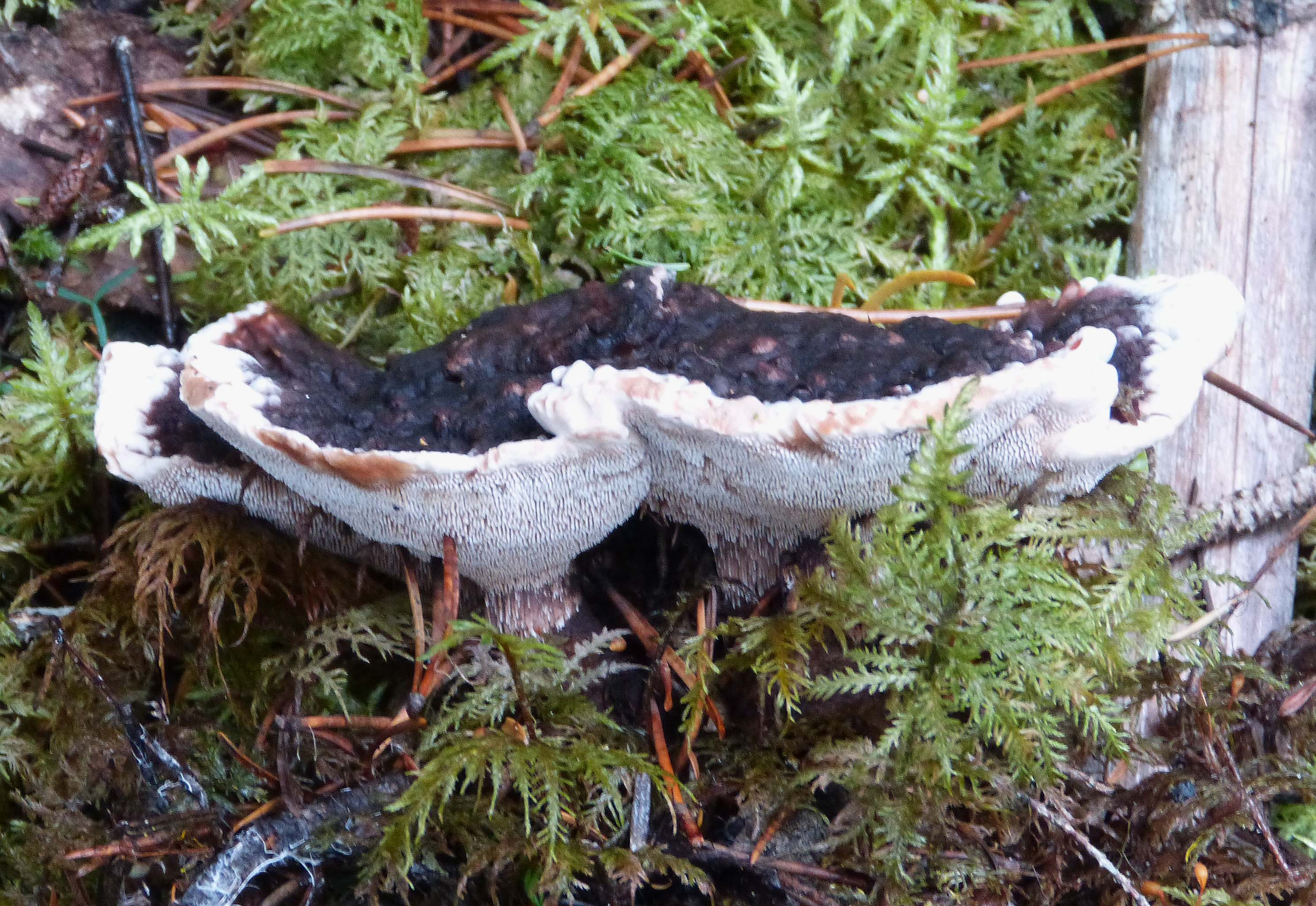
Phellodon melaleucus
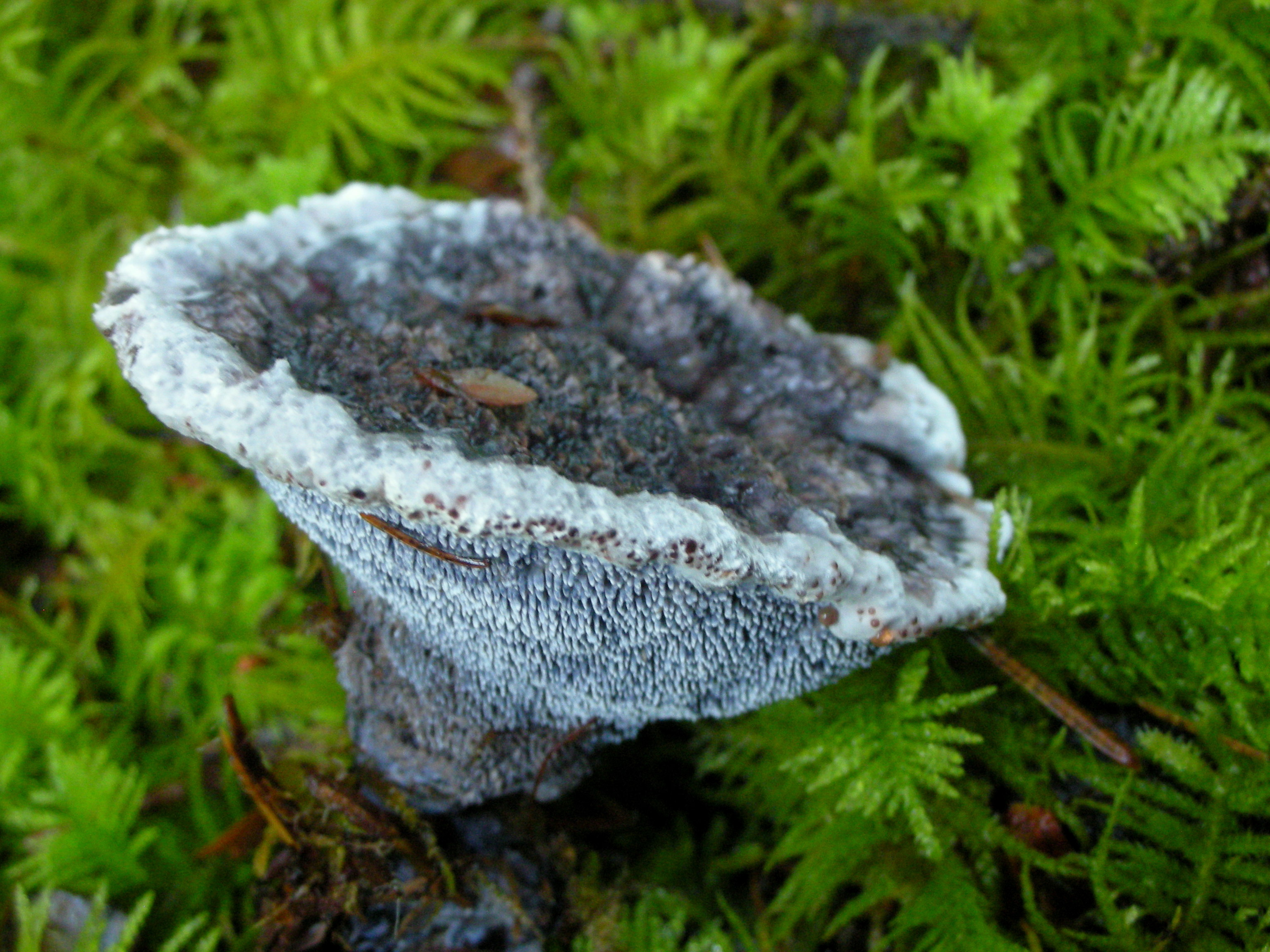
Hydnellum cyanopodium
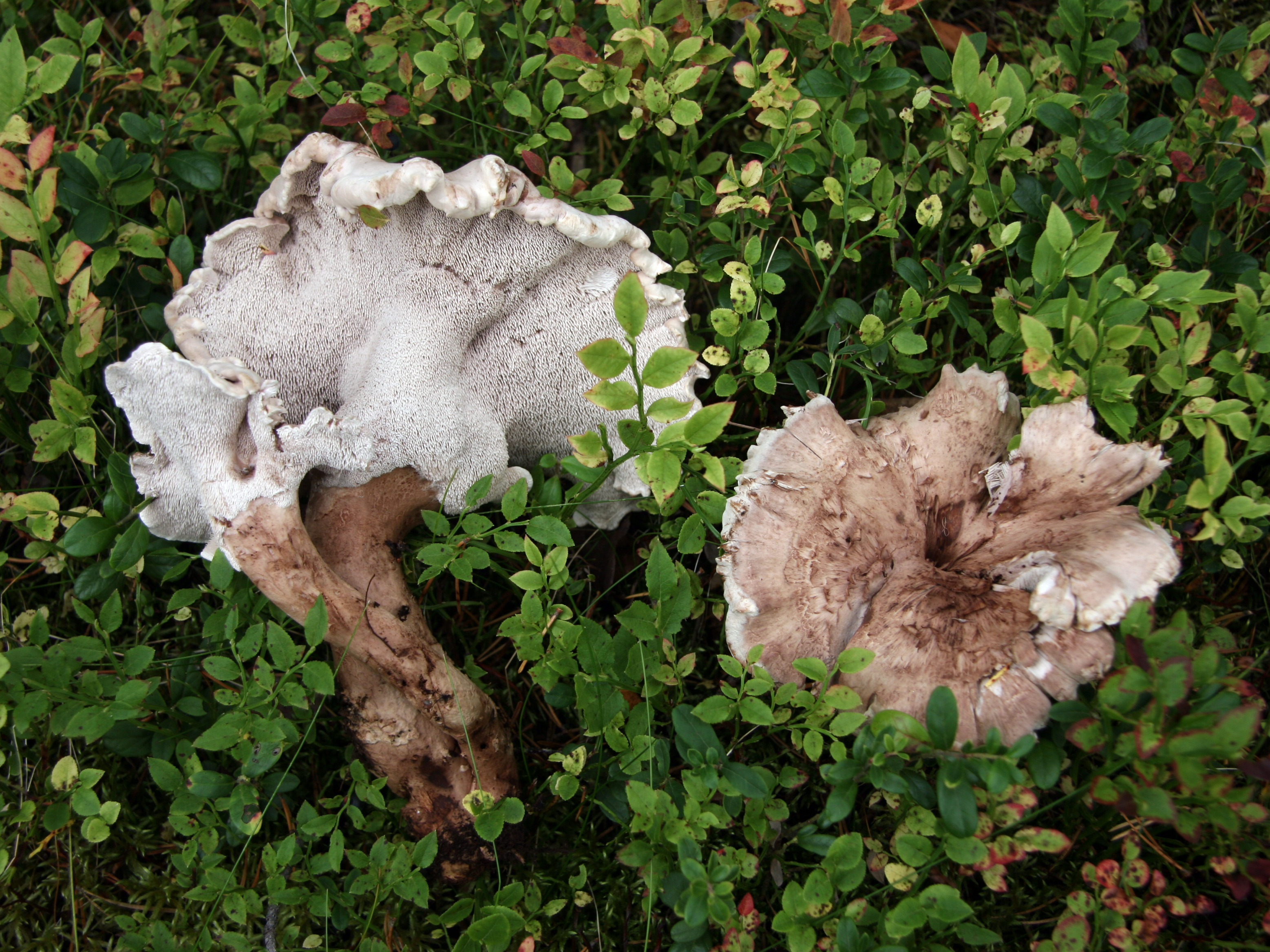
Bankera violascens
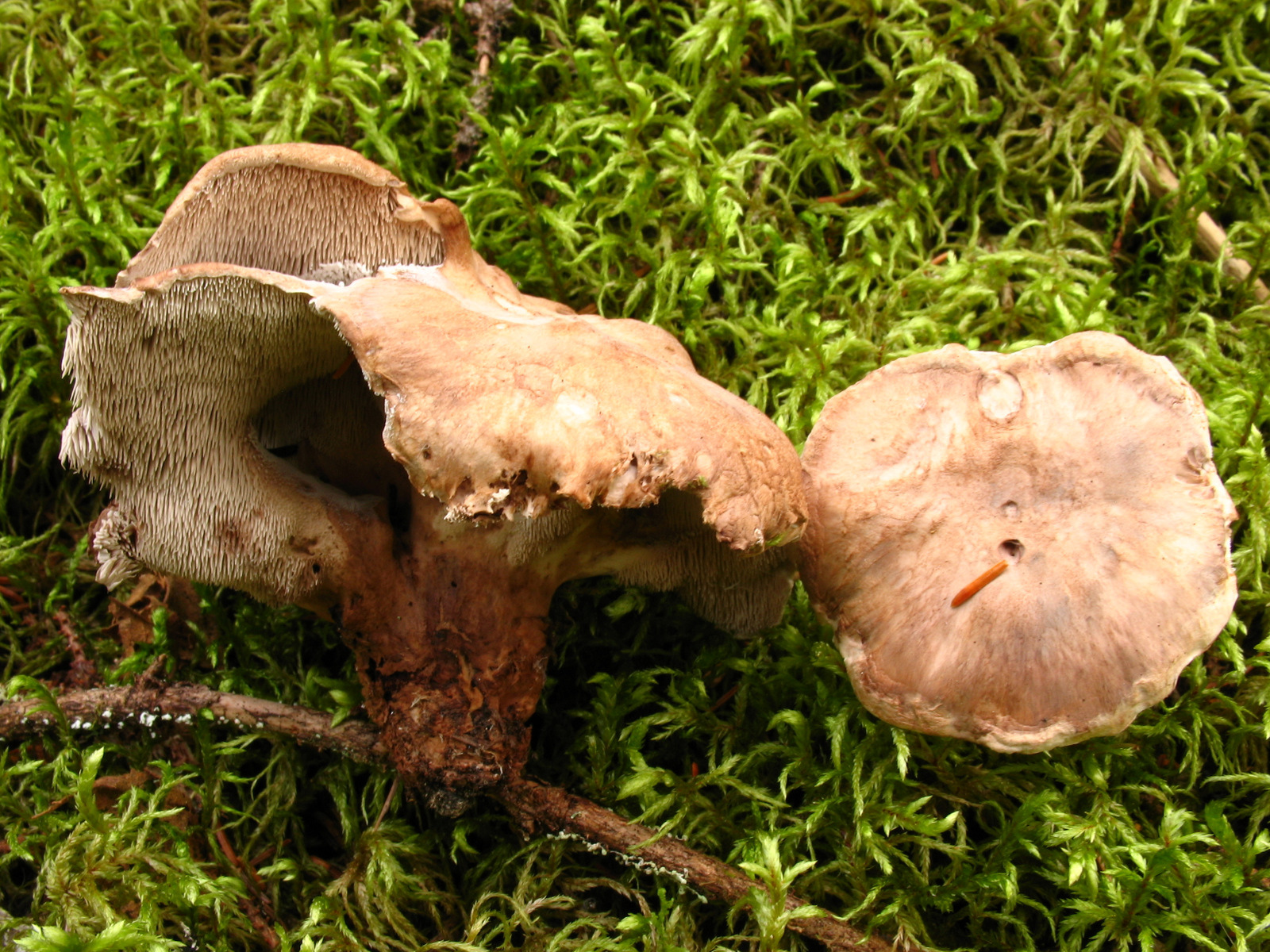
Sarcodon stereosarcinon